# Prionodura newtoniana
L'uccello giardiniere dorato o uccello giardiniere di Newton (Prionodura newtoniana de Vis, 1883) è un uccello passeriforme della famiglia Ptilonorhynchidae, nell'ambito della quale rappresenta l'unica specie ascritta al genere Prionodura de Vis, 1883.

## Etimologia
Il nome scientifico del genere, Prinondura, deriva dall'unione delle parole greche πριονωδης (prionōdēs, "seghettato") e ουρα (oura, "coda"), col significato di "dalla coda seghettata", in virtù della conformazione della coda di questi uccelli: il nome scientifico della specie, newtoniana, rappresenta invece un omaggio all'ornitologo inglese Alfred Newton.

## Descrizione

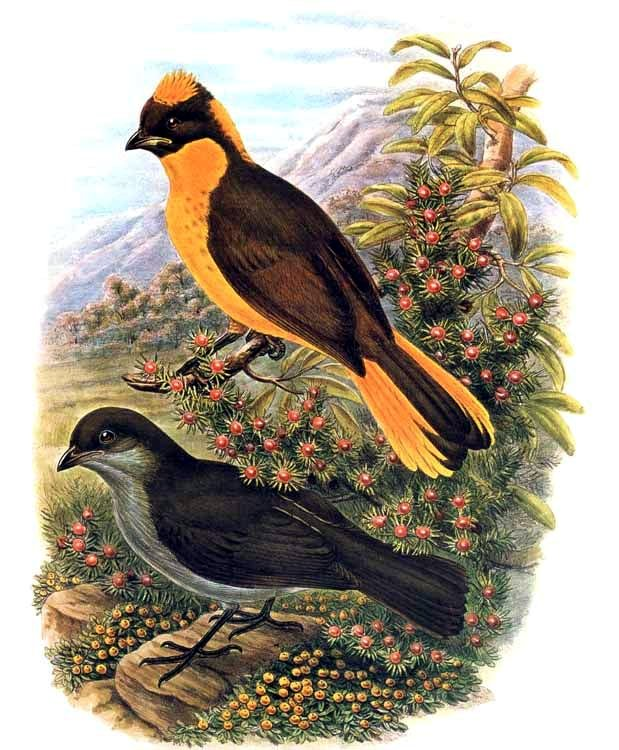
Illustrazione (maschio in alto) a cura di Sharpe.

### Dimensioni
Misura 23-25 cm di lunghezza, per 62-96 g di peso, misure che rendono l'uccello giardiniere dorato la specie di uccello giardiniere di minori dimensioni: a parità d'età, i maschi sono leggermente più grossi e robusti rispetto alle femmine.

### Aspetto
Si tratta di uccelli dall'aspetto massiccio e robusto, muniti di testa arrotondata che sembra incassata direttamente nel tronco, becco conico sottile e appuntito, ali digitate e coda piuttosto lunga e dall'estremità arrotondata.
Il piumaggio presenta dicromatismo sessuale. I maschi presentano testa, lati del collo, dorso, ali e coda di colore bruno-olivastro con consistenti infiltrazioni giallastre, mentre gola, petto, sottocoda e lati della coda (così come, con due macchie separate, il vertice e la nuca) sono di colore giallo dorato, da cui il nome comune della specie, e ventre e fianchi son oanch'essi gialli, ma con sfumature bruno-verdastre: nelle femmine manca completamente la colorazione gialla, con testa, area dorsale, ali e coda che sono di oclore bruno-grigiastro e gola, petto, ventre e sottocoda di colore bianco-grigiastro.
Il becco è nero-bluastro con margine grigio-azzurrino (con presenza di sfumature tendenti al giallino nei maschi), le zampe sono di colore grigio-bluastro e gli occhi sono di un caratteristico colore grigio-azzurrino molto chiaro.

## Biologia

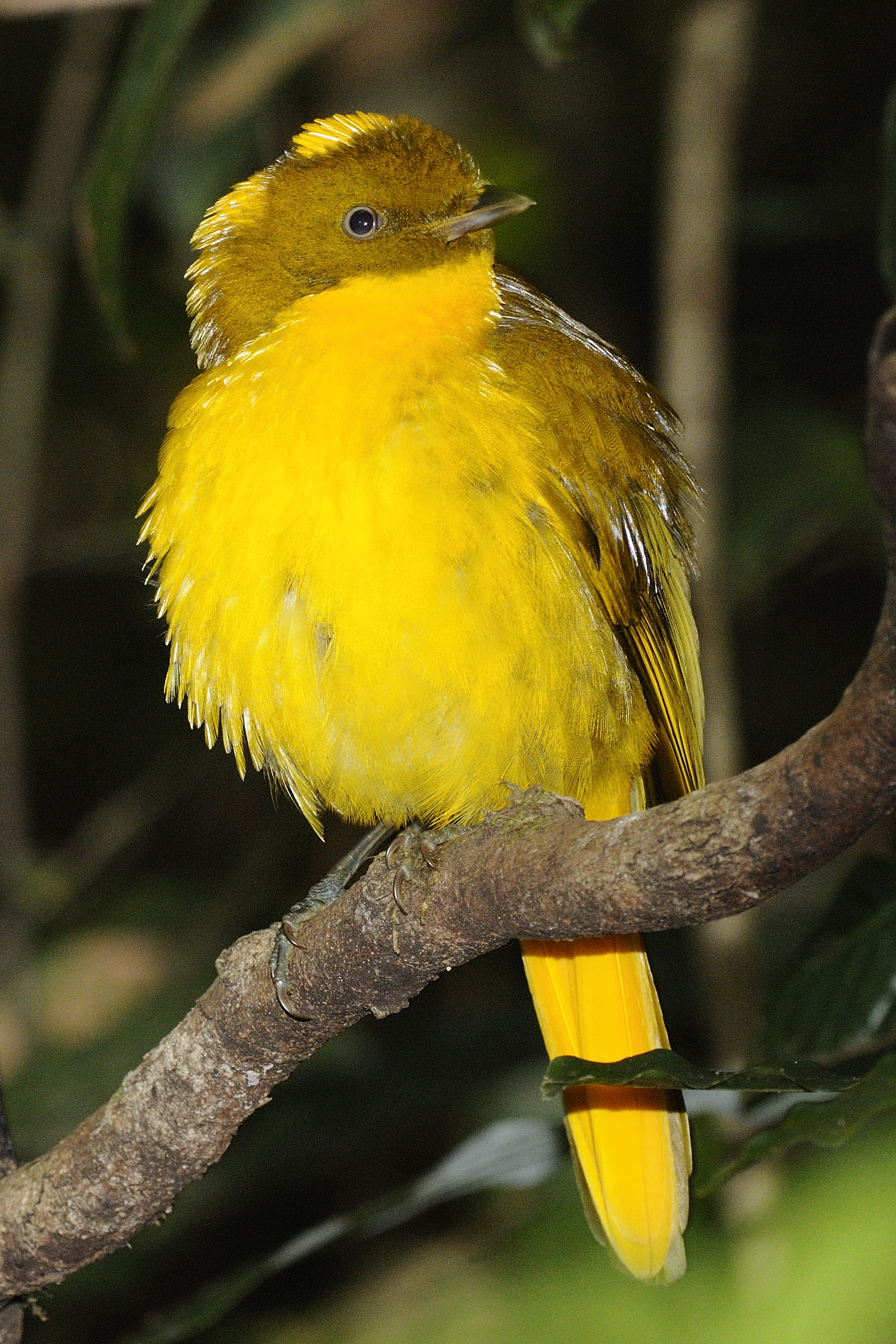
Esemplare nel Queensland.

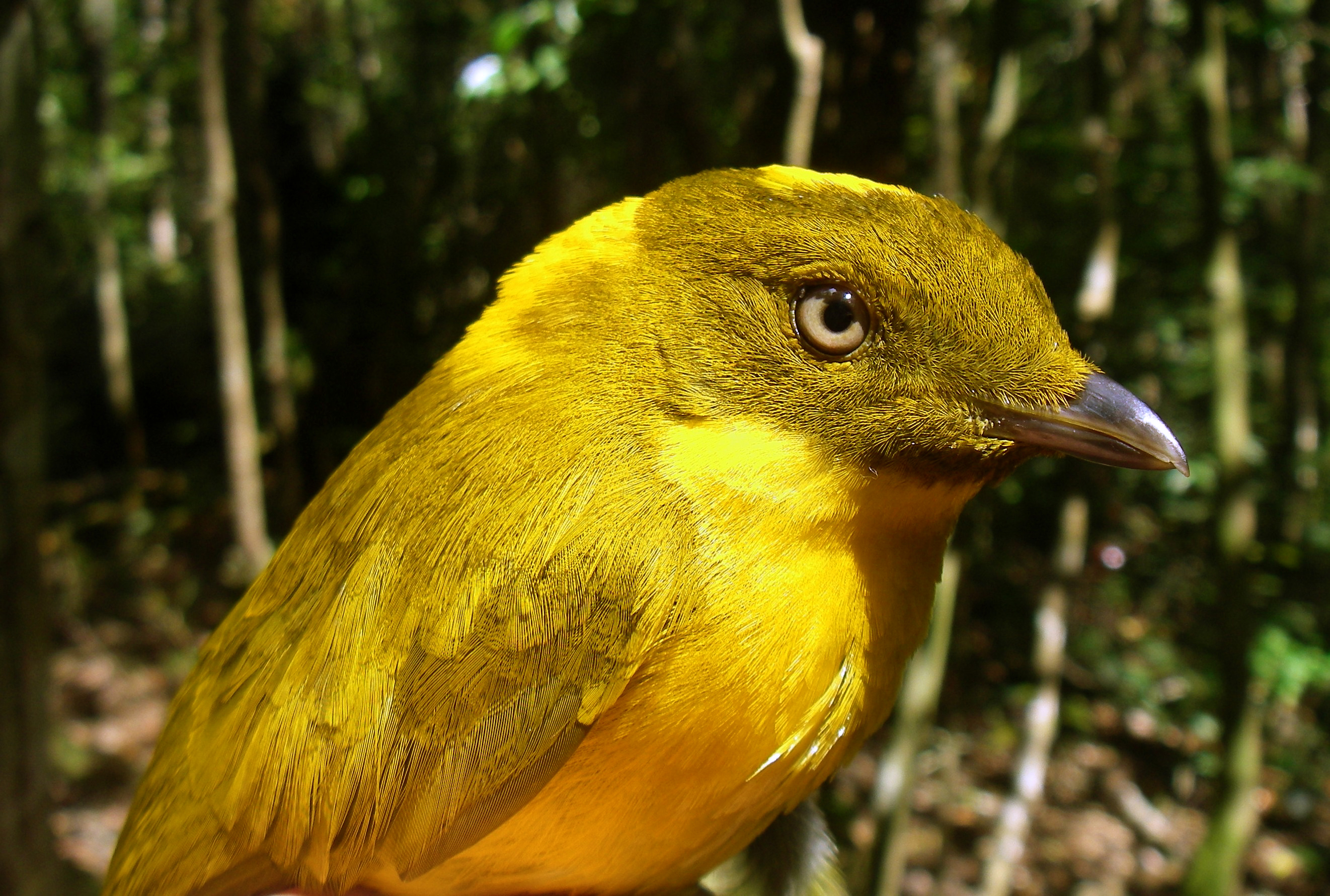
Primo piano di maschio.

Si tratta di uccelli che all'infuori della stagione riproduttiva vivono in piccoli stormi di composizione mista, comprendenti cioè sia adulti che giovani di ambedue i sessi, coi maschi che passano il tempo fra loro, coi giovani che osservano gli adulti per carpire i segreti della costruzione delle strutture nuziali e stabilire una gerarchia: durante il periodo degli amori, invece, i maschi adulti delimitano un proprio territorio (che tende ad essere lo stesso anno dopo anno) che difendono da eventuali intrusi.

L'uccello giardiniere dorato passa la maggior parte della giornata alla ricerca di cibo fra i rami di alberi e cespugli, scendendo senza grossi problemi al suolo e nascondendosi nel folto della vegetazione al minimo segno di pericolo.
I richiami di questi uccelli consistono in brevi (1-2 secondi) note chioccolanti e secce, ripetute più volte.

### Alimentazione
L'uccello giardiniere dorato è un animale essenzialmente frugivoro, la cui dieta si compone in massima parte di bacche e frutta matura (reperite principalmente dai rampicanti), ma viene integrata con altro materiale sia di origine vegetale (fiori, germogli, foglioline, granaglie) che animale (artropodi, specialmente cicale, e piccoli vertebrati).

### Riproduzione

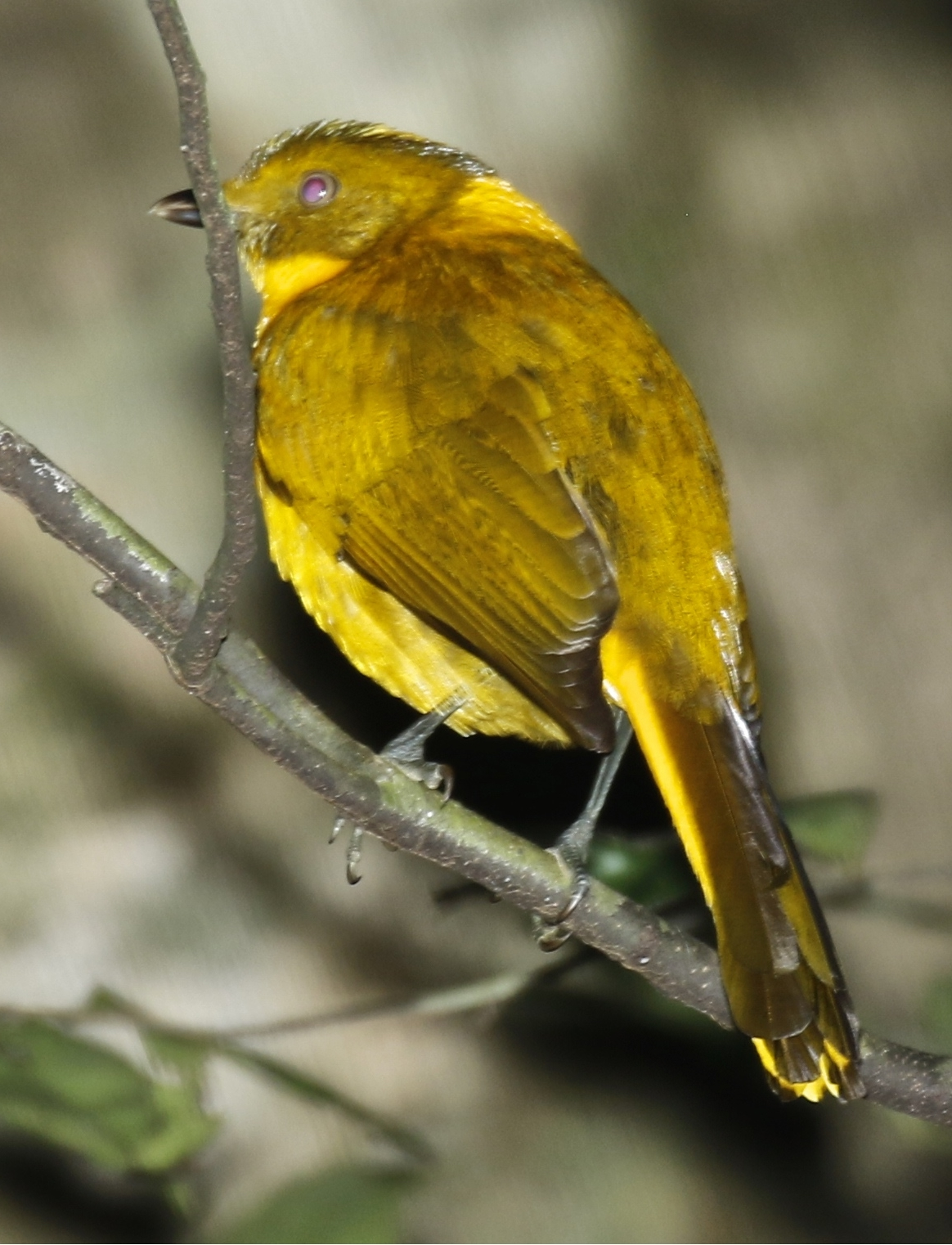
Maschio in natura.

La stagione riproduttiva va da settembre a febbraio, coi maschi che cominciano a prendere possesso dei propri territori riproduttivi già a partire dalla fine di luglio: si tratta di uccelli poligini, coi maschi che cercano di accoppiarsi col maggior numero possibile di femmine, salvo poi disinteressarsi completamente di qualsiasi altro aspetto dell'evento riproduttivo.
Il maschio costruisce una struttura a vialetto in un'area del terreno della foresta che provvede a ripulire accuratamente, piantando rametti sottili in due spesse file parallele (spesso poggiate sul tronco di un alberello), col camminamento fra esse (anch'esso pavimentato da rametti) foderato da materiale lanuginoso: l'area attorno alla struttura viene decorata con oggetti dalla colorazione sgargiante, che il maschio ricerca compiendo anche spostamenti di una certa entità, non di rado rubandoli dai nidi di altri maschi.

Il maschio staziona solitamente nell'alberello sopra la struttura, vocalizzando spesso per attrarre potenziali partner: le femmine che si avvicinano vengono indotte dal maschio (che nel frattempo le segue da presso arruffando le penne ed effettuando movimenti sincopati e vocalizzazioni a tutto spiano) a visitare l'interno della struttura, nella quale, qualora essa venga ad essere di loro gradimento, avviene la copula.
Dopo l'accoppiamento, i due si separano, con il maschio che fa ritorno sul suo posatoio a cantare, mentre la femmina costruisce un nido a coppa con rametti e fibre vegetali intrecciati all'interno di una spaccatura o una cavità (ad esempio una fessura in un tronco d'albero): qui, essa depone 1-3 uova di colore grigio-bruno screziato, che provvede a covare da sola per una ventina di giorni. I pulli sono ciechi ed implumi alla schiusa: la femmina provvede alla loro alimentazione e alla loro difesa, sicché essi divengono in grado d'involarsi attorno alle tre settimane di vita. Dopo l'involo, i giovani continuano a seguire la madre (chiedendole, sebbene sempre più sporadicamente, l'imbeccata), andando con lei ad unirsi a uno stormo invernale di conspecifici.
La livrea adulta viene acquisita molto tardi, attorno al sesto anno d'età.

## Distribuzione e habitat

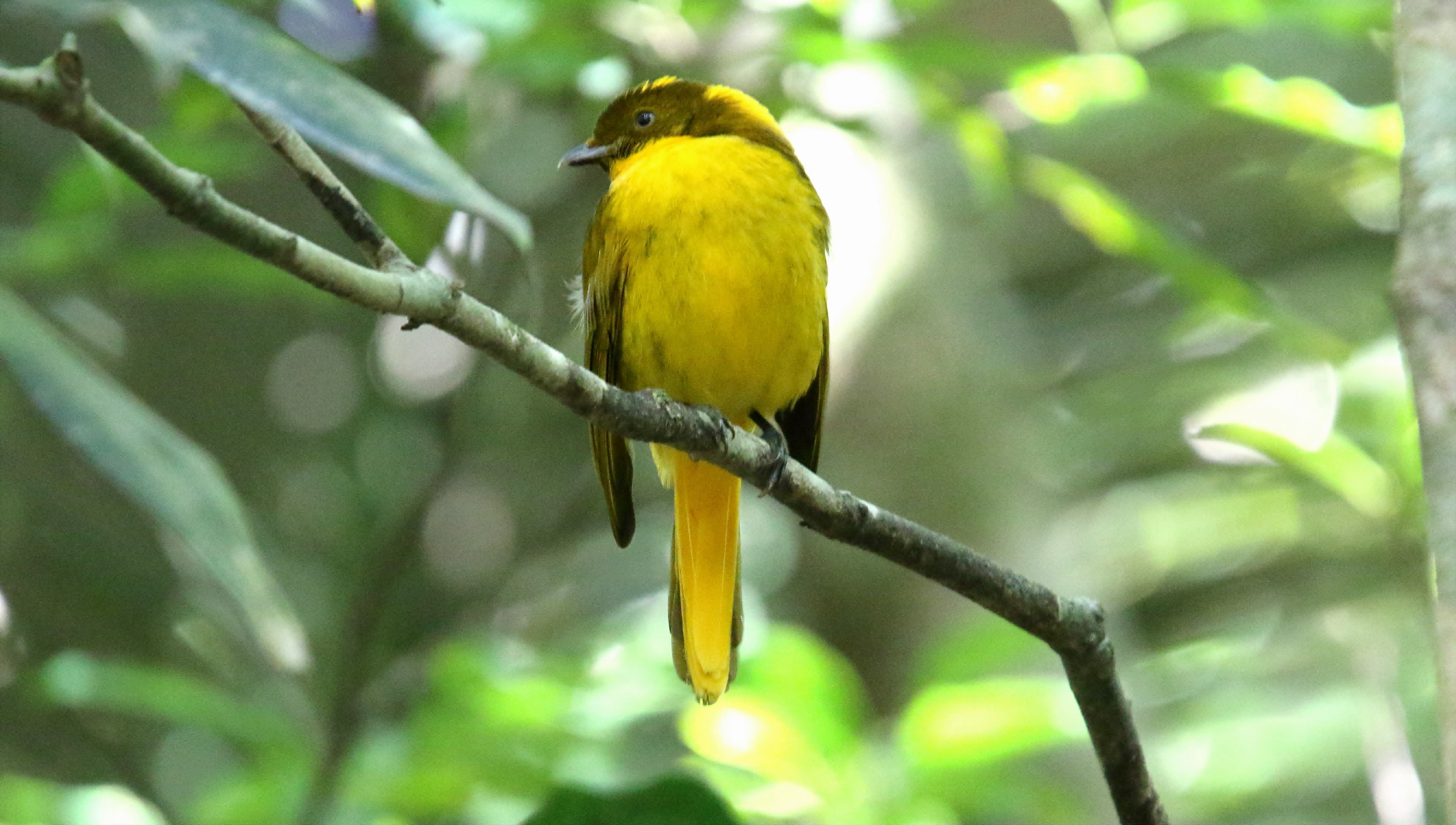
Esemplare in natura.

L'uccello giardiniere dorato è endemico dell'Australia nord-orientale, della quale popola la porzione costiera del Queensland nord-occidentale che va dall'altopiano Atherton alla città di Townsville.
La specie è residente nell'ambito del proprio areale, effettuando spostamenti limitatissimi: ad esempio, la massima distanza percorsa da esemplari inanellati è stata di 140 m.
L'habitat di questi uccelli è rappresentato dalla foresta pluviale pedemontana e montana (sia primaria che secondaria) fra i 350 ed i 1530 m di quota (sebbene la specie sia più comune da osservare fra i 700 ed i 990 m).